# Північний військовий округ (КНР)
Північний військовий округ Народно-визвольної армії Китаю (ПнВО НВАК, кит. 北部战区, пін. Běibù zhànqū) зі штаб-квартирою в Шеньяні (провінція Ляонін) сформований з частин колишніх Ланьчжоуського, Пекінського, Цзінанського і Шеньянського військових округів Китайської Народної Республіки: охоплює провінції Ляонін, Хейлунцзян, Цзілінь, Шаньдун і Внутрішню Монголію на півночі та у центральній частині країни; контролює військові операції в Жовтому морі.
Цей регіон переважно опікується військовими загрозами з території Північної і материкової Східної Азії — Монголія, РФ і Корейський півострів.

## Склад
ПнВО НВАК складається з Сухопутного командування, якому підпорядковані 78-й, 79-й та 80-й армійські корпуси, що доповнені спеціалізованими, десантними та артилерійськими бригадами.
Його військово-морська компонента — Північний флот НВАК — управляє надводними кораблями, підводними човнами та десантними кораблями і має на меті забезпечити панування в Жовтому морі.
Авіація округу має на озброєнні гелікоптери Z-10 і новітні Z-19.
Загалом на 2024-й рік округ включав наступні формування:
- Сухопутні сили:
  - 17 загальновійськових бригад[a]
  - три бригади ППО
  - три артилерійські бригади
  - три бригади армійської авіації;
- Морські сили:
  - дві військово-морські бази
  - база атомних підводних човнів, Ціндао[2]:
    - ПЧАРБ: 1 одиниця проєкту 092 «Ся»
    - ПЧАРК: 2-3 одиниці проєкту 093 «Шан»
    - ПЧАТ: 3 одиниці проєкту 091 «Хань»

  - дві флотилії підводних човнів
  - дві флотилії міноносців
  - авіаносна оперативна група
    - бригада винищувачів

  - Корпус морської піхоти:
    - три бригади
    - авіаційна бригада (гелікоптерна)
- Сили спеціальних операцій:
  - три бригади;
- Повітряні сили:
  - дві авіабази[b]
  - 14 бригад винищувачів/штурмовиків
  - одна авіатранспортна бригада
  - одна дивізія літаків спеціального призначення
  - одна дивізія бомбардувальників;
- Ракетні війська
  - 8 ракетних бригад
  - одна група ракетних ШПУ.